# Guatemala hívójelkörzetei
Guatemala hívójelkörzetei igazodnak az ország megyehatáraihoz, egy hívójelkörzetbe egy vagy több megye tartozik.
Guatemala számára az ITU a TD, TG hívójelprefixeket határozta meg.

## Guatemala hívójelkörzetei[1][2][3]
| Prefix | Körzet | Hely/jelleg         |
| ------ | ------ | ------------------- |
| TD     | [0..9] | Guatemala           |
| TG     | 0      | Speciális állomások |
| TG     | 4      | Chimaltenango       |
| TG     | 4      | Escuintla           |
| TG     | 4      | Santa Rosa          |
| TG     | 4      | Sololá              |
| TG     | 4      | Suchitepéquez       |
| TG     | 5      | Huehuetenango       |
| TG     | 5      | Quiché              |
| TG     | 5      | Totonicapán         |
| TG     | 6      | Chiquimula          |
| TG     | 6      | Jutiapa             |
| TG     | 6      | Zacapa              |
| TG     | 7      | Alta Verapaz        |
| TG     | 7      | Izabal              |
| TG     | 7      | Petén               |
| TG     | 9      | Baja Verapaz        |
| TG     | 9      | Guatemala           |
| TG     | 9      | Jalapa              |
| TG     | 9      | El Progreso         |
| TG     | 9      | Sacatepéquez        |

## Lajstromjel
Vízi és légi járművek lajstromjelezéséhez a TG prefixet használják.